# Gita Ramjee
Gita Ramjee (Uganda, 1956 - Umhlanga, Durban, Sud-àfrica, 31 de març de 2020, als 64 anys) va ser una viròloga sud-africana experta en prevenció del VIH a l'Institut Aurum de Johannesburg. També va exercir com a professora honoraria al Departament d'Epidemiologia i Assistència Sanitària de la London School of Hygiene and Tropical Medicine i altres universitats. La seva recerca en el camp de la prevenció del VIH està reconeguda internacionalment.

## Vida
Ramjee va néixer a Uganda en una família d'origen indi que va haver de sortir del país sota la dictadura de Idi Amin que va obligar a desplaçar la població asiàtica a principis dels anys 70. Va assistir a una escola secundària a l'Índia i va estudiar de 1976 a 1980 Química i Fisiologia a la Universitat de Sunderland, al Regne Unit.
Després de la seva llicenciatura el 1980, es va casar amb un sud-africà d'origen indi, amb qui es va traslladar per primera vegada a Transvaal el 1980, però aviat a causa de l'apartheid dominant es va traslladar a la més lliberal Durban on va treballar en pediatria a la Universitat de KwaZulu-Natal. Després del naixement dels seus dos fills, Gita Ramjee 1988 va obtenir la llicenciatura i el màster i es va doctorar a la seva universitat el 1994 amb una tesi sobre la malaltia renal en infants.
Després de completar la tesi doctoral, i per conciliar amb l'atenció als seus fills, va començar a treballar en un petit projecte de prevenció de la sida, cosa que la va portar a ser conscient de la greu situació de les treballadores sexuals de la zona de KwaZulu-Natal.
Va treballar al Consell de Recerca Mèdica Sud-africana, una institució de recerca semi-governamental, on recentment havia esdevingut directora del departament de recerca en prevenció del VIH fins a la seva mort. Sota el seu lideratge, la seva àrea de recerca es va convertir en la més gran de la institució, amb un equip de recerca de 350 persones i una reputació internacional de prevenció i teràpia del VIH. Atès que la infecció per VIH és del 20% de la població sud-africana i que les dones tenen un risc superior a la mitjana de ser infectades pel VIH, el seu treball des de 1996 es va centrar en la investigació sobre microbicides com a mitjà de protecció individual (sense que es necessiti l'acord de la parella sexual). La seva tasca també va incloure programes d'educació sanitària sobre la prevenció del VIH amb dones i homes desfavorits a KwaZulu-Natal, una de les regions més afectades pel VIH. Va ser reconeguda internacionalment per la seva investigació bàsica i estudis clínics.
El 2020, Ramjee va treballar com a responsable científic de l'organització sanitària "Aurum Institute", que també s'ocupa de la prevenció i control del VIH.
Ramjee havia estat fins a 2017 autora de més de 200 articles especialitzats i avaluats per experts i membre de societats i comitès especialitzats, nacionals i internacionals, inclosa l'Acadèmia de Ciències de Sud-àfrica i el Consell nacional sud-africà contra la sida.
Va morir el dia 31 Març de 2020, després d'emmalaltir a la tornada d'un congrés a Londres, de resultes de complicacions relacionades amb la COVID-19.

## Premis
- 2010: Catedràtica honorària a la London School of Higiene and Tropical Medicine
- Càtedra honorària a la Universitat de Washington
- Professora honorària a la Universitat de Ciutat del Cap
- Professora honorària a la Universitat de Tamil Nadu, Índia
- 2012: Premi Lifetime Achievement per a la prevenció del VIH
- 2017: Medalla d'Or - Premi d'Assoliment Científic SAMRC (South African Medical Research Council)
- 2018: Outstanding Female Scientist Award del European Development Clinical Trials Partnerships (EDCTP)[6]
- "Fellow" del Royal College of Physicians of Edinburgh.